# Skillefjorden
Skillefjorden (nordsamisk: Skirvi)er en gren af Altafjorden i Alta kommune i Troms og Finnmark fylke  i Nordnorge. Den er 4,5 kilometer lang, og går mod øst fra indløbet mellem Johkaluokta og Ytre Skillefjordneset til bygden Fjordbukta inderst i fjorden.
Gården Jorva ligger på nordsiden inderst i fjorden og Skillefjordnes ligger på sydsiden længst ude. Fylkesvej 883 går langs fjorden på begge sider. 
Skillefjordelva ligger sydvest for Sennalandet med udløb i Skillefjorden, og blev kåret til Finnmarks bedste havørredelv i 2003 og 2004.(tyrkisk) Vassdraget blev i 2005 beskyttet mod vandkraftanlæg med Supplering af Verneplan for vassdrag.

## Historie
Fra gammel tid, mellem  1000-1300-tallet boede der omkring 250 mennesker ved fjorden som levede af fiskeri og landbrug, men da pesten kom til Norge i 1300-tallet forsvand næsten  alle fastboende. 
Tidlig i 1800-tallet begyndte folk at vende tilbage til fjorden, da der blev fundet kobber som blev udvundet fra gruber oppe i dalen. Tømmer var også en nyttig råvare som blev hugget og solgt fra Skillefjorden helt frem til 1900-tallet. 
Under 2. verdenskrig blev Skillefjorden flittig brugt af tyskerne til at gemme store krigsskibe og ubåde, og de havde periodevis hovedbase inde i fjorden.  
Siden 1900-tallet har der kun periodevis  været fastboende ved fjorden.
I dag  er Skillefjorden primært et hytteområde, med campingturisme om sommeren.  Rendriften bruger også området når de indsamler rensdyr efter vinterophold for overføring til sommergræsning på øerne i Altafjorden.